# 妙竜
諦忍妙竜（たいにんみょうりゅう、宝永2年6月22日（1705年8月11日）- 天明6年6月10日（1786年7月5日））は、江戸時代中期の真言律宗の僧。俗姓は仙石氏。号は雲蓮社空華。美濃国の出身。尾張国八事山興正寺5世。

## 略伝
美濃国賀茂郡山上邑に生まれる。正徳元年、神照寺の檀道の仏弟子となり3年後に得度して、魯典・竺墳を学ぶ。享保元年、美濃国・三光寺の戒龍律師が灌頂壇を開いた時に侍者として召される。14歳の時から長安寺の岱梁に戒律を学び、15歳で真言密教の四度加行（しどけぎょう）を受けた。17歳となったとき八事山興正寺に入って、享保13年に點阿和尚から具足戒を受け、同じ年に常照から浄土宗鎮西派白旗流の璽書を受ける。享保19年に徳川宗春の命により、30歳で八事山興正寺第5世となった。生涯を通じて密教・戒律・浄土教を学び、それらの復興に尽力した。

## 神代文字論争
諦忍には国学への関心があり、『伊呂波問辨』という著書では神代文字が実在していたと主張する。この著書は太宰春台や貝原益軒の非存在説に対して反駁したもので、「儒者の癖として日本に生まれながら中国を崇めるあまり、日本にはもともと文字がなかったと思いこんでいる」と難じている。また古い神社には「神字」の記録が残されているとして、「平岡宮泡輪宮」を例として挙げる。安永7年に尾張国の僧で金龍敬雄という者が『駁伊呂波問辨』を書いて神字があるなら見せてみよとせまるのに対して、同じ年に『神國神字辨論』をあらわし、鎌倉鶴岡八幡宮・宝庫にあったという神代文字を謄写して掲げた。神代文字と称されるものが書物に載ったのはこれが初めてという。